# 克羅古列齊
49°5′57″N 26°0′44″E / 49.09917°N 26.01222°E
克羅古列齊（烏克蘭語：Крогулець）是位於烏克蘭西部特諾皮爾州裏喬爾特基夫區的村莊，處於尼奇拉瓦河畔，距離科秋賓齊2.5公里，始建於1583年，面積2.72平方公里，2001年人口869。